# Brahma (hindoeïsme)

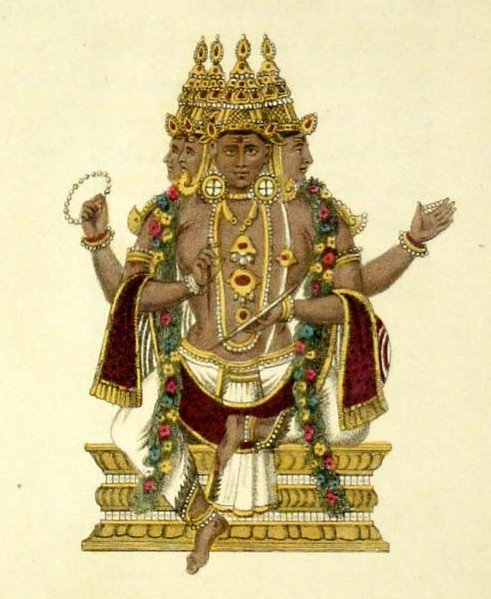
Met de hand ingekleurde gravure van Brahma

Brahma (IAST: Brahmā) (Devanagari ब्रह्मा, uitgesproken als /brəhmɑː/) is in de hindoefilosofie de personificatie van het scheppende aspect van de goddelijke Hindoe-drieëenheid of Trimurti. Het onderhoudende aspect wordt vertegenwoordigd door Vishnoe en het transformerende aspect door Shiva of Maheshvara. Sarasvati is zijn echtgenote. Andere namen van Brahmâ zijn: Prajapati (heer van alle wezens), Mahapati (grote vader), Atmabhu (zelfbestaande), Paramesthi (hoofd offeraar), Lokesha (god van de wereld), Hiranyagarbha (geboren uit het gouden ei), Savitripati (echtgenoot van Savitri-Sarasvati) en Adikavi (eerste dichter).

## De mythe van Brahma

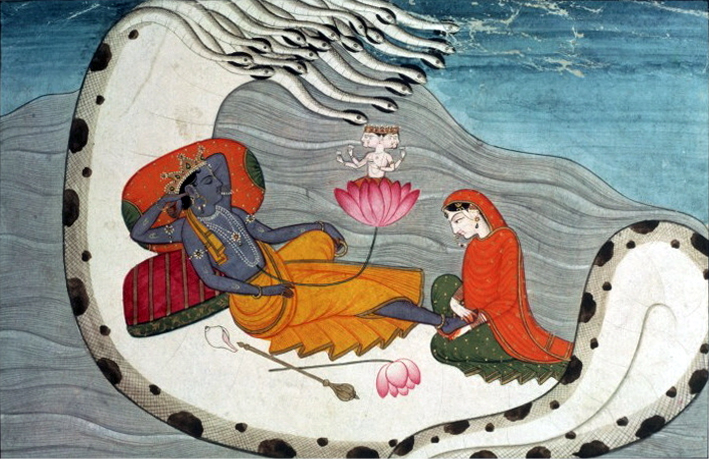
Brahma verschijnt uit de navel van Vishnoe.

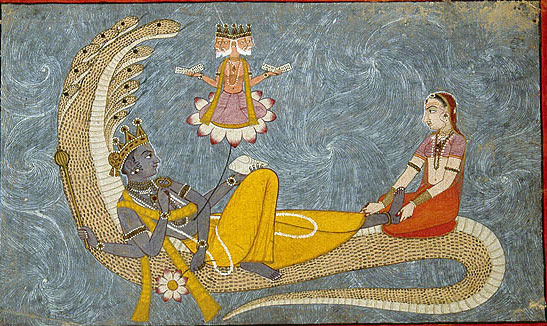
Brahma verschijnt uit de navel van Vishnoe.

Volgens de Mahabharata en sommige purana's legde Maha Viṣṇu zich eens te neer in de oceaan van melk en verzonk zo in een diepe meditatie. Er ontsproot vanuit zijn navel een stengel met een lotusbloem erop. Daaruit werd heer Brahma geboren, die al zittende en om zich heen kijkende zich afvroeg of hij alleen was. Hij zag in geen enkele richting een glimp van enig ander leven. Daarop besloot Brahma langs de lotusstengel naar beneden af te dalen. Hij bleef maar afdalen en kon maar niet de oorsprong van die stengel bereiken. Na een tijdje zo te hebben afgedaald bedacht hij dat het genoeg was en wilde wederom opwaarts gaan toen hij plots een stem hoorde roepen "tapa, tapa" ('tapa' betekent in het Sanskriet 'boetedoening').
Hierop klom Brahma wederom verder omhoog. Eenmaal op de lotusbloem gezeteld begon Brahma aan zijn lange meditatie van uiteindelijk 290 miljoen jaar. Toen Śrī Krishna, die in de Veda's wordt beschouwd als niet verschillend van Viṣṇu) van wie het woord tapa afkomstig was, tevreden was over Brahma's boetedoening speelde Sri Kṛṣṇa op Zijn fluit en bereikte Brahmaji's hart. Door de geluidsvibratie afkomstig van de fluit van Kṛṣṇa werden alle Vedische conclusies geopenbaard in het hart van Brahma. Hierop wist hij precies hoe hij het universum zich kon laten manifesteren en er gestalte aan kon geven. Heer Brahma raakt langzaam in extase. Hoe dit zich voltrekt is te lezen in de Brahma-Samhita, de gebeden van heer Brahma opgezonden aan Heer Govinda. Tevens staan er talloze verhalen over wat Brahmaji meemaakt tijdens zijn creatie in het Śrīmad Bhāgavatam, dat uit honderdduizend verzen bestaat.
Na een poosje bewust te zijn van zijn mystieke positie in het universum werd Brahma op een dag overweldigd van enthousiasme en wilde Kṛṣṇa laten zien wat hij al wel niet had geproduceerd door middel van zijn meditatie. Hij verliet terstond Brahma Loka en vloog richting Vaikuṇṭa om daar Krishna te ontmoeten. Hij vloog door de vaikuṇṭa-sfeer naar Kṛṣṇa Loka. Kṛṣṇa verwachtte Brahma al en deelde hem mede, dat Hij juist vanavond een groot feest zou geven en dat Brahmaji natuurlijk ook welkom was. Brahma was in extase en kwam die avond naar een van Kṛṣṇa's paleizen. Toen hij bij de poort aan kwam bracht Krsna hem zijn nederige eerbetuiging en Brahma was voldaan. Daarop zei Krishna dat ze maar eens de zaal zouden moeten betreden waar de feestgangers al aanwezig waren. De deur werd geopend en tot zijn verbazing zag Brahmaji wel duizenden en miljoenen Brahma's net als hij en sommigen met wel acht hoofden of duizend en sommigen met wel een miljoen hoofden. Hierop boog Brahma zijn hoofd en verzocht Krishna hem zijn ijdelheid te vergeven en het gevoel, dat daarvan komt, volkomen te neutraliseren en nooit meer terug te laten keren in zijn hart.

### Manu
Volgens de Dharmashastra van Manu creëerde Brahma in de duisternis de wateren (narah) en daarin een zaad, omdat hij uit zijn eigen lichaam verschillende wezens wilde scheppen. Dit zaad werd een gouden ei, waarbinnen Brahmâ zelf geboren werd. Na een jaar deelde Brahmâ het ei in tweeën.

### Purana's
Volgens de Vishnu Purana verbleef Brahmâ duizend jaar in het ei en begon hij de schepping toen het ei openbarstte. Brahmâ zag dat de aarde onder de wateren was verzonken en nam de vorm aan van een zwijn om de aarde op zijn slagtanden boven de wateren te  heffen. Toen ging Brahmâ verder met zijn schepping.
Volgens een andere purana was er duisternis over een eindeloze oceaan, nadat alles verwoest was. Alleen Maha Kala (Shiva) doordrong alles. Shiva begeerde de schepping en karnde met zijn rechtervinger zijn linkerarm. Er ontstond een luchtbel, die uitgroeide tot een gouden ei. Maha Kala deelde het ei en maakte van de bovenste helft de hemelen en van de onderkant de aarde, terwijl uit het midden Brahmâ tevoorschijn kwam, met vijf hoofden en vier armen. Shiva gaf Brahmâ de opdracht de schepping voort te zetten. Door meditatie verkreeg Brahmâ de vier Veda's van Shiva en was daardoor in staat te scheppen. Brahmâ bleef op Shiva mediteren, waardoor Shiva hem de gunst moest toestaan om als Brahmâ's zoon Rudra te worden geboren. Maar omdat Brahmâ om iets had gevraagd, wat hij niet had mogen vragen, sloeg Shiva hem later een hoofd af. Wel zou Brahmâ als Pitamaha (grote vader) worden herinnerd. Brahmâ veegde een druppel zweet, gemengd met bloed, van zijn voorhoofd in het vuur en daaruit kwam Rudra voort met vijf hoofden, tien handen en vijftien ogen. Rudra vereerde alleen Shiva en vertrok naar Shiva's verblijfplaats.  Door de geestelijke duisternis waarin hij verkeerde dacht Brahmâ dat hij op eigen kracht de schepping volbracht en dat er geen god bestond, die zijn gelijke was.
Volgens de Padma Purana konden de sura's (deva's, goden) noch de asura's (demonen) de straling van Brahmâ's vijfde hoofd verdragen en vroegen Shiva om hulp. Shiva ging naar Brahmâ, die in zijn trots Shiva onhoffelijk verwelkomde en hakte Brahmâ's hoofd af met de nagel van zijn linkerduim.
De Matsya Purana vertelt hoe Brahmâ aan zijn hoofden kwam. Brahmâ schiep uit zichzelf een vrouw (Satarupa, Savitri, Sarasvati, Gayatri, Brahmani) en werd verliefd op deze dochter. Satarupa probeerde aan zijn verliefde blikken te ontsnappen, maar telkens opnieuw kreeg Brahmâ er een hoofd bij om haar te blijven zien. Toen ze zelfs de lucht in sprong kreeg hij zijn vijfde hoofd. Satarupa daalde af uit de lucht, toen Brahmâ haar voorstelde samen wezens te scheppen: mensen, sura's (goden) en asura's (demonen). Ze huwden en verbleven honderd goddelijke jaren op een afgezonderde plek, waarna Manu (Swayambhuva) geboren werd.

### Mahabharata
Volgens de Mahabharata sloeg Shiva Brahmâ's vijfde hoofd af, toen Brahmâ in een dronken bui zijn eigen dochter probeerde te verleiden.

## Karakteristieken
Brahma kan niet verward worden met het Hoogste Kosmische Bewustzijn (Parama Purusha), dat allerhoogste bestuurder betekent.
In de Veda's worden namelijk ook drie aspecten behandeld, die verband houden met de godheid Brahma.
1. Brahmān= is de kosmische energie of wordt ook wel (ohm) genoemd.
2. Brāhmaṇa= is de student van de Veda's, die in de lijn van de geestelijke erfopvolging van Heer Brahma is gesituëerd
3. Heer Brahma zelf de schepper van dit materieel universum.

### Puranische Brahma

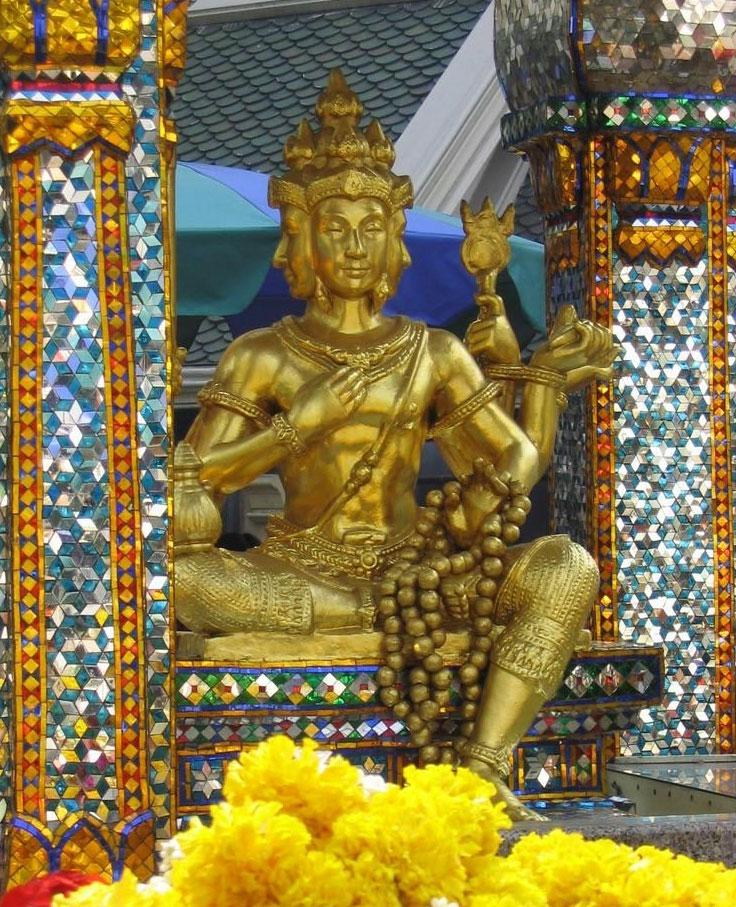
Brahma met vier gezichten en armen

De Puranische (Śrīmad Bhāgavatam) Brahma wordt meestal afgebeeld als een rode man met vier gezichten, wat aangeeft dat Brahma regeert over de vier windrichtingen van het universum. Hij wordt ook wel afgebeeld met vier armen, waarin hij de heilige boeken (Veda's), de rozenkrans en de urn water van een heilige man vasthoudt. Hij is in het wit gekleed en een gans is zijn Vahana (rijdier).
Deze puranische Brahma is naast de schepper van het heelal tevens de god van de wijsheid en regeerder van de hartstocht. Zijn vrouw Saraswati is de godin van de kunst, muziek en literatuur. Zij staat meestal afgebeeld met een boek en een vina, een muziekinstrument, in haar handen.

## Cultus
Hoewel Brahma in bijna alle Vedische rituelen wordt aanbeden, zijn in India maar twee tempels aan Brahma gewijd. De belangrijkste staat in Pushkar, dicht bij Jaipur.